# Pinetop Country Club
Pinetop Country Club es un lugar designado por el censo ubicado en el condado de Navajo en el estado estadounidense de Arizona. En el Censo de 2010 tenía una población de 1794 habitantes y una densidad poblacional de 102,6 personas por km².

## Geografía
Pinetop Country Club se encuentra ubicado en las coordenadas 34°6′59″N 109°53′28″O / 34.11639, -109.89111. Según la Oficina del Censo de los Estados Unidos, Pinetop Country Club tiene una superficie total de 17.49 km², de la cual 17.48 km² corresponden a tierra firme y (0%) 0 km² es agua.

## Demografía
Según el censo de 2010, había 1.794 personas residiendo en Pinetop Country Club. La densidad de población era de 102,6 hab./km². De los 1.794 habitantes, Pinetop Country Club estaba compuesto por el 91.14% blancos, el 0.22% eran afroamericanos, el 2.73% eran amerindios, el 1.11% eran asiáticos, el 0.28% eran isleños del Pacífico, el 3.01% eran de otras razas y el 1.51% pertenecían a dos o más razas. Del total de la población el 10.2% eran hispanos o latinos de cualquier raza.